# 기후 (영화)
기후(Iklimler, Climates)는 프랑스에서 제작된 누리 빌게 제일란 감독의 2006년 드라마 영화이다. 에브루 세일란 등이 주연으로 출연하였다.

## 출연

### 주연
- 에브루 세일란
- 누리 빌게 제일란
- 나잔 키릴미스

### 조연
- 아리프 아스시
- 우퍽 바이라크타르
- 에민 제일란
- 파트마 제일란

## 제작진
- 공동제작: 누리 빌게 제일란